# Volano (meccanica)

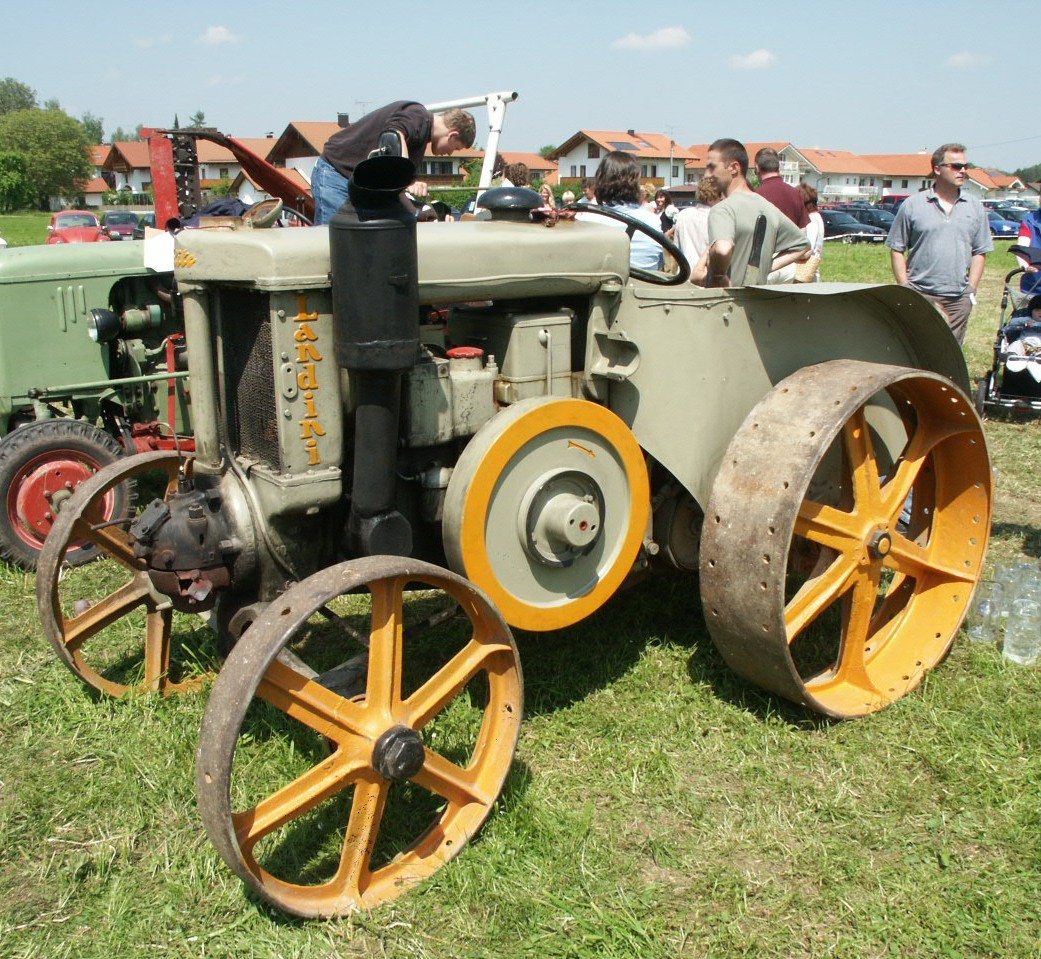
Un trattore Landini in cui è ben visibile il volano (il disco al centro col bordo giallo)

Il volano è un organo meccanico atto a limitare gli eccessi di energia meccanica motrice sul lavoro meccanico totale (o di quest'ultimo sull'energia motrice) in macchine a regime periodico. In definitiva, ciò si riduce a mantenere costante la velocità angolare dell'albero motore.

## Descrizione
Il volano ha la forma di una ruota o di un disco, appositamente sagomato per aumentare il momento d'inerzia dell'albero al quale è applicato.

### Implementazioni
In alcuni casi, il volano può avere una funzionalità multiuso. Infatti, quando è calettato sull'albero motore, esso può avere una magnetizzazione che ne permette l'uso come rotore dell'alternatore (soluzione tipica delle motociclette) ed eventualmente come ventola di raffreddamento nei sistemi ad aria forzata; oppure esso può essere usato come un elemento della frizione che trasmette o meno la forza del motore a seconda che esso tocchi o meno il volano (soluzione tipica dei mezzi a 4 o più ruote).

### Volano bimassa
Per ridurre ulteriormente le vibrazioni, senza intaccare la morbidezza dell'attacco frizione, si ricorre al volano bimassa, il quale è composto da due masse connesse tra loro tramite un supporto e delle molle.

La differenza tra le due masse permette l'equilibratura delle masse tra motore e cambio, questo permette un'armonizzazione della catena cinematica, attenuando le vibrazioni.

Tale soluzione in alcuni casi viene arricchita con la soluzione del pendolo centrifugo, una massa flottante, che è libera di spostarsi in uno spazio limitato tramite delle guide, tale pendolo viene posto sulla massa frizione lato frizione per ridurre ulteriormente le vibrazioni; Altra soluzione talvolta presente è un disco di attrito aggiuntivo che regola la velocità di rotazione tra le due masse.

Il funzionamento della frizione bimassa è basato alla rotazione della seconda massa sulle molle, ma è presente anche una porzione di spazio in cui i due volani sono liberi di ruotare tra loro, che serve a permettere l'assorbimento delle frequenze elevate a bassa intensità (avviamento e spegnimento), mentre le molle vengono esercitate con frequenze basse ma intense, in un modo durante l'accelerazione e nell'altro durante le scalate

Tale volano bimassa va incontro a rottura nel caso le molle vengano azionate di continuo e quindi entra in risonanza, principalmente una rotazione irregolare del motore o una rotazione inferiore ai 250 giri/minuto o ad una frizione autoregolante non correttamente accoppiata (disco frizione non si disconnette completamente)

### Volano smorzatore
I "volani smorzatori", conosciuti anche come "smorzatori torsionali e/o antioscillatori", servono a ridurre le vibrazioni torsionali; essi possono essere basati sulla tecnologia ad elastici (anello elastomero in gomma o in rari casi una molla elicoidale), in viscosa o a frizione, e sono caratterizzati da: due anelli, uno interno collegato direttamente all'albero motore e uno esterno collegato agli eventuali servizi (cinghia alternatore, pompa acqua, ecc.), da una ruota fonica per la posizione dell'albero motore e dall'iniezione elettronica (tra questi ultimi due anelli viene interposto l'elemento smorzante).
Tale elemento permette di ridurre lo stress delle cinghie collegate e ridurre il rumore, in quanto appunto riduce le vibrazioni, le quali vengono assorbite tramite la deformazione temporanea dell'elemento elastico o l'usura dell'elemento a frizione, questo porta ad un riscaldamento dell'elemento smorzante e può determinare il limite vitale dello stesso, i primi modelli erano a frizione, e da come si evince dal nome erano simili alla frizione del cambio, questo portava ad un controllo periodico per il controllo dell'usura che ne limitava fortemente la vita, nel 2000 il modello ad elastomeri ha permesso di ridurre notevolmente i controllo e inconvenienti di tale sistema oltre a ridurne i costi di gestione e produzione, ma tende a rovinarsi in caso di sovraccarico termico ed eccessive forze di taglio che ne portano alla rapido deterioramento e quindi è difficilmente applicabile su motori di potenza elevata, i modelli a soluzione viscosa, poco usati nel 2010 per via degli alti costi di produzione, permettono di sopperire ai limiti degli smorzatori ad elastomeri.

## Motivi del suo utilizzo
Il volano tende ad opporsi ad ogni tentativo di variazione della sua velocità angolare, stabilizzando la rotazione di un albero quando viene applicata una coppia motrice periodica, come nei motori a pistoni, oppure quando il carico applicato è intermittente, come per esempio nelle pompe a pistoni e nei magli.
La rotazione dell'albero a gomiti non è uniforme, poiché nei cilindri si susseguono fasi utili e fasi passive; questo fenomeno viene definito come "irregolarità periodica". Per rendere il più possibile omogenea la rotazione (ovvero per ridurne le accelerazioni e le decelerazioni) si impiega il volano, costituito da un grosso disco fissato a una estremità dell'albero motore, che accumula energia meccanica durante le fasi utili per restituirla durante quelle passive.
Il volano può anche essere utilizzato per accumulare l'energia meccanica, prodotta da un motore di bassa potenza durante un lungo periodo, per rilasciarla ad alta potenza in un breve istante.

## Caratteristiche
L'energia cinetica accumulata da un volano è:
{\displaystyle E={\frac {1}{2}}I\omega ^{2}}
dove I è il momento d'inerzia della massa rispetto all'asse di rotazione e ω è la velocità angolare.
Poiché il momento d'inerzia di un sistema di particelle è proporzionale alla massa delle particelle ed al quadrato della distanza di queste dall'asse di rotazione rispetto al quale se ne voglia calcolare il momento d'inerzia, si ha che la capacità di accumulo di energia in un volano aumenta, oltre che con l'aumentare della massa, anche con il crescere della distanza di questa dall'asse di rotazione.

### Progettazione

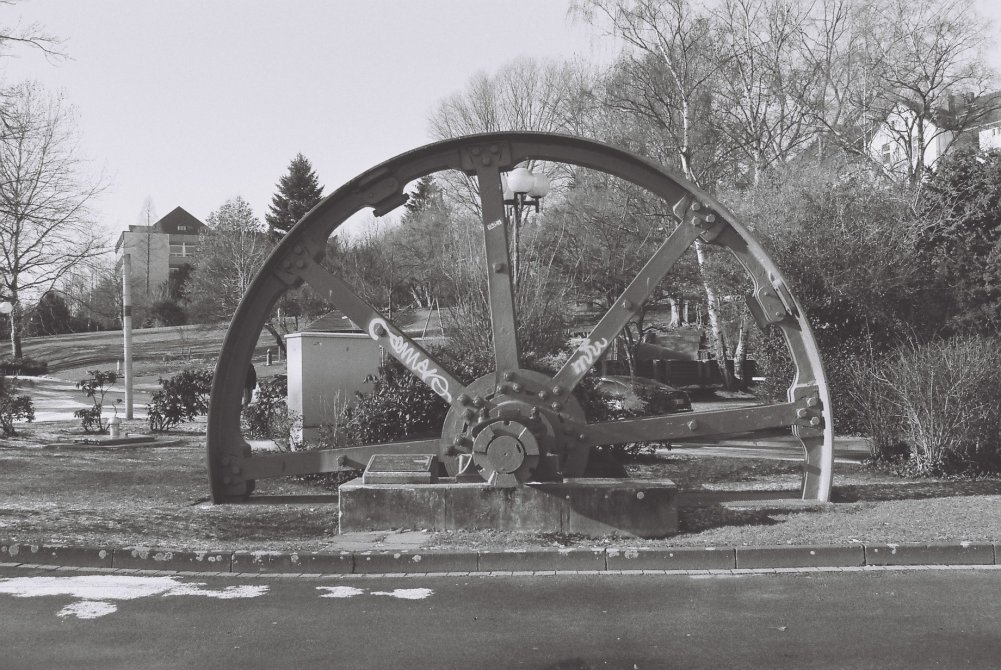
Volano di una macchina a vapore

Per questo motivo, i volani tendono ad avere grande diametro (come è particolarmente evidente nelle vecchie macchine a vapore) e ad avere la maggior parte della massa disposta sul perimetro, collegato al mozzo per mezzo di raggi. In questo modo, la loro massa rimarrà limitata, mentre il loro momento d'inerzia resterà quello desiderato.

### Sviluppi
Il volano è anche oggetto di continui studi come dispositivo per l'accumulo di energia, al fine di migliorarne l'efficienza e l'affidabilità. Per incrementare sempre più la capacità di immagazzinamento, si cerca di aumentare la velocità a valori molto elevati, di centinaia di migliaia di giri per minuto. Ciò comporta diversi problemi di non facile soluzione.
Tra le soluzioni tecniche applicate, vi sono:
- Nuove leghe metalliche più resistenti, impiegate per evitare che il volano letteralmente esploda a causa della enorme forza centrifuga.
- Inclusione del volano in camere a vuoto, per ridurre l'attrito dell'aria, che ad alte velocità è molto intenso.
- Utilizzo di cuscinetti a sospensione magnetica per eliminare l'attrito; sono comunque presenti cuscinetti tradizionali, pronti ad intervenire in caso di guasto alla sospensione magnetica.
- Inserimento e prelievo dell'energia senza contatto meccanico, per esempio grazie all'induzione magnetica. In alcune applicazioni i volani sono usati come accumulatori elettrici in sostituzione di batterie e condensatori, a motivo della loro capacità di rilasciare molta energia elettrica in brevissimo tempo (alta potenza specifica). In questi casi il volano funziona come un generatore/motore elettrico reversibile.

### Vantaggi e svantaggi
Nei motori termici i vantaggi del volano sono:
- ridurre l'irregolarità di funzionamento;
- permettere il funzionamento a regimi più bassi (maggiore sarà l'inerzia, maggiore sarà la capacità di far funzionare il motore a bassi regimi).

Gli svantaggi sono:
- ridurre la velocità di variazione del regime (il passaggio da un regime più basso a uno più alto, e viceversa, è rallentato a causa dell'energia che accumula o deve disperdere).

## Accumulo d'energia nei mezzi di trasporto
L'uso del volano per accumulare energia nei veicoli è molto interessante, poiché può offrire un migliore rapporto capacità energetica/massa rispetto alle batterie chimiche.